# Neojanacus perplexus
Neojanacus perplexus là động vật thân mềm chân bụng sống ở biển trong họ Hipponicidae.